# 마린 드라그네아
마린 드라그네아(루마니아어: Marin Dragnea, 1956년 1월 1일~)는 루마니아의 축구 선수, 지도자로 현역 시절 포지션은 미드필더이다.

## 구단 경력
마린 드라그네아는 1956년 1월 1일, 루마니아의 슬로보지아 모아러에서 출생했다. 그는 프로그레술 부쿠레슈티의 유소년부에서 니콜라에 고르고린의 지도를 받으며 축구를 시작했고, 1972년에 디비지아 B에 속한 에우젠 이오르다케의 1군 무대에서 신고식을 치렀고, 이후 비오렐 마테이아누의 제자가 되었다. 그는 디나모 부쿠레슈티로 이적 후, 프로그레술에서 활동하다가 부상당한 십자 인대를 친선경기에서 다시 다쳐 1년 동안 활동하지 못했다. 이듬해, 그는 콘스탄차로 임대되어 1976년 8월 29일에 0-0으로 비긴 프로그레술 부쿠레슈티를 상대로 디비지아 A 경기에 첫 출전했다. 1년 동안 30경기에 출전해 6골을 기록한 드라그네아는 콘스탄차를 떠나 원 소속 구단인 디나모 부쿠레슈티로 복귀해 1981년부터 1984년까지 3년 연속으로 디비지아 A 우승을 거두었는데, 이 중 첫 우승 당시 23번의 경기에 출전해 7골을 기록했고, 2년차에는 30경기에서 7골, 3년차에는 29경기에서 개인 최다인 15골을 넣었다. 드라그네아는 "붉은 개 군단" 일원으로 3년 연속 쿠파 로므니에이를 우승했고, 유럽대항전에서 26번의 경기에 출전해 3골을 기록했는데, 1983-84 시즌 유러피언컵에서 8번의 경기에 출전해 쿠시시 라흐티전에서 1골을 기록해 준결승전에 진출했고, 이 과정에서 전 시즌 우승을 거둔 함부르크를 꺾었다. 9년 반 동안, 그는 디나모 부쿠레슈티의 디비지아 A 경기에 251번 출전해 58골을 넣었고, 이후 1986-87 시즌 중도에 플라커라 모레니로 이적해 3년 반 동안 109번의 디비지아 A 경기에 출전해 21골을 넣고, 합계 1-4로 패한 포르투와의 1989-90 시즌 UEFA컵 경기에 2번 모두 출전했다. 그는 말년에 라피드 부쿠레슈티에서 1년을 보내고 은퇴했는데, 1991년 6월 16일에 0-1로 패한 페트롤룰 플로이에슈티전은 그의 마지막 디비지아 A 경기였다. 현역 시절, 마린 드라그네아는 총 405번의 디비지아 A 경기에 출전해 86골을 기록했고, 유럽대항전에는 28경기에 출전해 3골을 넣었다.

## 국가대표팀 경력
마린 드라그네아는 루마니아 국가대표팀 경기에 5번 출전했는데, 스페인과 1-1로 비긴 유로 1984 조별 리그 1차전 경기에 선발로 출전하며 첫 국제 경기를 치렀다. 그는 뒤이어 1-2로 패한 서독과의 유로 1984 조별 리그 2차전에도 출전했다. 드라그네아가 치른 나머지 3번의 국가대표팀 경기는 친선전으로, 이스라엘과 1-1로 비기고, 이라크와 2번 맞붙어 각각 1-1, 0-0으로 비겼다.

## 감독 경력
마린 드라그네아는 루마니아 하부 리그의 구단들을 지휘했는데, 우니레아 우르지체니를 지도한 것으로 회자되며, 그와 함께 입단한 선수들과 함께 2003년에 디비지아 C에서 디비지아 B로의 승격을 이룩했다. 1년 반 동안 우니레아를 더 이끌고, 그는 콘스탄틴 스터니치에게 바통을 넘겼고, 그로부터 반 년 뒤에는 전 디나모 부쿠레슈티 동료인 코스텔 오라크가 감독으로 취임했고, 드라그네아는 그의 수석 코치로 보좌해 소속 구단의 디비지아 A 승격을 이룩했다. 그는 포이아나 큼피나, 베르체니, 유벤투스 바스코브와 그 구단의 유소년부를 맡았다.

## 수상

### 선수
디나모 부쿠레슈티
- 디비지아 A: 1981–82, 1982–83, 1983–84[18]
- 쿠파 로므니에이: 1981–82, 1983–84, 1985–86[18]

### 감독
우니레아 우르지체니
- 디비지아 C: 2002–03[9]

## 참고
1. ↑  1972-73 시즌과 1974-75 시즌의 디비지아 B 기록이 누락되어 있다.[1]